# Tatyana Kolpakova
Tatyana Alekseyevna Kolpakova (en russe : Татьяна Алексеевна Колпакова ; née le 18 octobre 1959) est une athlète kirghize qui pratiquait le saut en longueur.
Aux Jeux olympiques d'été de 1980 à Moscou, elle a remporté le titre olympique sous les couleurs soviétiques.

## Palmarès

### Jeux olympiques d'été
- Jeux olympiques d'été de 1980 à Moscou ( Union soviétique)
  -  Médaille d'or au saut en longueur

### Championnats d'Europe d'athlétisme en salle
- Championnats d'Europe d'athlétisme en salle de 1980 à Sindelfingen ( Allemagne de l'Ouest)
  - 5e au saut en longueur